# COSMO-CLM
Das COSMO-CLM (COSMO model in CLimate Mode, auch CCLM) ist ein regionales Klimamodell, also ein Computerprogramm, das für regionale Klimamodellierung verwendet wird. Es ist eng verwandt mit dem Modell COSMO, das für Zwecke der Wettervorhersage eingesetzt wird. Es wird gemeinsam von nationalen europäischen Wetterdiensten (Consortium for Small Scale Modelling – COSMO) und einer weltweiten Anwender- und Entwicklergemeinde im Bereich der Regionalen Klimaforschung (CLM-Community) weiterentwickelt.
Intention des regionalen Wetter- und Klimamodells ist eine Anpassung an spezielle, kleinräumige Gegebenheiten.

## Entwicklung und Versionen
Ausgehend vom Lokal Modell (LM), dem ursprünglichen Wettervorhersage-Modell des Deutschen Wetterdienstes (DWD), entwickelte das Konsortium für kleinskalige Modellierung (COSMO), ein Zusammenschluss nationaler Wetterdienste, ab 1998 das nicht-hydrostatische operationelle Wettervorhersagemodell COSMO.
Im Jahr 2002 begannen deutsche Klimaforscher gemeinschaftlich in der Climate Limited-area Modelling-Community (CLM) das ursprünglich für die numerische Wettervorhersage konzipierte Modell an die Anforderungen regionaler Klimamodellierung anzupassen, was zur Entwicklung des damals noch CLM genannten Modells im Klimamodus (COSMO-model in CLimate Mode) führte. Beide Entwicklungslinien, COSMO und COSMO-CLM, werden regelmäßig wieder zusammengeführt. Im Zuge der Zusammenführung der beiden Entwicklungsstränge wurde das regionale Klimamodell im Jahr 2007 in COSMO-CLM umbenannt.
Aktuell ist die CLM-Community ein offenes internationales Netzwerk für Wissenschaftler, die das COSMO-CLM zu Forschungszwecken anwenden, weiterentwickeln und sich professionell mit Know-how gegenseitig in einem Online-Ticket-System unterstützen.
Im Jahr 2016 erschien bei der Meteorologischen Zeitschrift ein Sonderband wissenschaftlicher Artikel zu den neuesten Entwicklungen in der regionalen Klimamodellierung mit COSMO-CLM.

## Software
Der Quellcode des COSMO-CLM ist nach der Aufnahme in die CLM-Community für wissenschaftliche Zwecke verfügbar und kann den
Bedürfnissen des Anwenders entsprechend angepasst werden. Das COSMO-CLM ist in der Programmiersprache Fortran 90 geschrieben und wird i.a. auf UNIX-Systemen kompiliert und angewendet. Die generelle Schnittstelle zum Programm stellen die Namelists dar, in denen eine Vielzahl von Parametern für den Ablauf des Programms gesetzt werden.
Das COSMO-CLM kann nach kostenloser Anmeldung bei der CLM-Community und Beschreibung der angestrebten Verwendung des Programms frei heruntergeladen werden. Grundlegende Verbesserungen des Programms und Beseitigung von Fehlern können an die entsprechenden Stellen in der CLM-Community (Code-Maintenance) weitergeleitet werden und finden gegebenenfalls Eingang in eine nachfolgende offizielle Version.

## Projekte und Anwendungsbeispiele
Bisher wurde das COSMO-CLM für Zeiträume von Jahren bis Jahrhunderten und horizontalen Auflösungen von 1 bis 50 km für viele Regionen der Erde angewandt. Das Modell gilt als sehr zuverlässig. Eine Evaluierung der ZAMG (2012) zeigte aber noch Schwächen in der Modellierung über topographisch anspruchsvollem Gelände (hier: der innerer Alpenraum) auf.
Mithilfe des Modells konnten bedeutende Beiträge für internationale Forschungsprojekte geleistet werden.
Das COSMO-CLM kam unter anderem bei folgenden Institutionen zum Einsatz:
- Die vom Welt-Klima-Forschungs-Programm (World Climate Research Programme – WCRP)[9] koordinierten Regionalklima-Downscaling-Experimente (Coordinated Regional Climate Downscaling Experiment – CORDEX)[10][11] sowie die europäischen Projekte Vorhersage regionaler Szenarien und Unsicherheiten zur Feststellung von Risiken und Effekten des Klimawandels in Europa (Prediction of Regional Scenarios and Uncertainties for Defining EuropeaN Climate change risks and Effects – PRUDENCE)[12][13] und ENSEMBLES.[14][15]
- In der Internationalen Wasserforschungs-Allianz Sachsen (IWAS)[16][17] stellt es das exklusive Werkzeug für die durch dynamisches Downscaling gewonnen regionen-spezifische Basis für projektrelevante regionale Klimaszenarien dar.[18]
- Helmholtz-Zentrum Geesthacht / Zentrum für Material- und Küstenforschung[19]
- BTU Cottbus / Lehrstuhl für Meteorologie[20]
- Potsdam-Institut für Klimafolgen-Forschung[21]
- Zentralanstalt für Meteorologie und Geodynamik (ZAMG) – insbesondere für Forschungsprojekte über die Niederschläge der Ostalpen und HISTALP-Messdaten (EVACLIM: Evaluierung von ERA40-Reanalysen 1961–2000, 2001/02;[22] WETPAT: Vb-Zugbahnen und Wetterlagenklassifikation, 2001/02;[23] Langfristprognosen bis 2100;[24][25] u. a. m.)